# Voxan Café Racer
La Voxan Café Racer è una motocicletta costruita dalla casa motociclistica francese Voxan dal 1999 al 2009.

## Descrizione
Presentata nel 1999 e caratterizzata da un'estetica retrò in stile anni '60, monta un motore bicilindrico a V con angolo tra le bancate di 72° a quattro tempi dalla cilindrata di 996 cm³ (alesaggio 98 x 66 mm di corsa) che sviluppa 106 cavalli a 8000 giri/min, alimentata da un sistema ad iniezione elettronica.
Le sospensioni si compongono all'anteriore da una forcella telescopica a steli rovesciati e al posteriore da mono ammortizzatore. Il sistema frenante è composto da due dischi flottanti da 320 mm di diametro all'anteriore e da un disco fisso da 245 mm di diametro al posteriore; entrambe vengono morse rispettivamente da pinze a quattro e due pistoncini.